# Lutjanus fulviflamma
Lutjanus fulviflamma (Forsskål, 1775) è un pesce osseo della famiglia Lutjanidae, diffuso nelle acque dell'Indo-Pacifico.

## Distribuzione e habitat

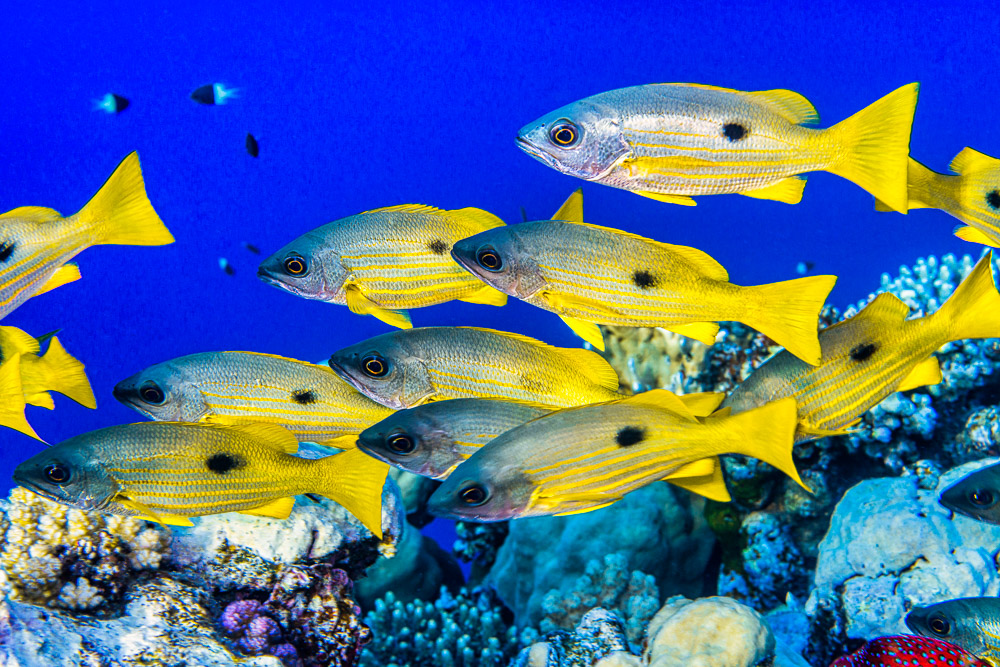
Banco di L. fulviflamma

L'areale di L. fulviflamma comprende gran parte dell'Indo-Pacificotropicale dalle coste orientali africane alle isole Samoa raggiungendo a nord le isole Ryūkyū e a sud l'Australia (fino a Perth, il Nuovo Galles del Sud e l'isola di Lord Howe). Risulta presente anche nel mar Rosso e nel golfo Persico. Un individuo è stato catturato nel 2013 nel mar Mediterraneo, a Malta; come sempre in casi isolati come questo è difficile attribuire la presenza alla migrazione lessepsiana o a un'accidentale introduzione.
L'habitat degli adulti sono le barriere coralline costiere e le parti più profonde delle lagune. I giovanili si possono trovare tra le mangrovie o nel basso tratto di fiumi e canali con acqua salmastra.
Vive tra 3 e 35 metri di profondità.

## Descrizione
Questa specie ha sagoma allungata ma abbastanza alta e leggermente compressa lateralmente. La bocca è grande e raggiunge la verticale del centro dell'occhio, è armata di robusti denti caniniformi. La pinna dorsale è unica con la parte anteriore composta da 10 robusti raggi spiniformi di cui il primo assai breve mentre il terzo, il quarto e il quinto sono i più lunghi. Le pinne pettorali sono lunghe e appuntite, la punta raggiunge l'ano. La pinna caudale è tronca, raramente con un'intaccatura centrale. Sul preopercolo è presente una intaccatura poco sviluppata. Le scaglie al di sopra della linea laterale sono allineate diagonalmente (differenza con l'affine Lutjanus ehrenbergii in cui sono disposte in linee orizzontali). La livrea ha fondo bruno o grigiastro sul dorso, giallastro o marrone chiaro sui fianchi e giallo più o meno chiaro sul ventre. sono quasi sempre presenti 6-7 linee gialle longitudinali. Una vistosa macchia nera ovale allungata è presente sulla parte posteriore alta del fianco, sotto la parte molle della dorsale e all'altezza della linea laterale.
La taglia massima nota è di 35 cm, di solito non oltre 30 cm.

## Biologia
L'età massima nota è di 23 anni.

### Comportamento
Gregario forma banchi, spesso frammisto ad altre specie di Lutjanus come L. lutjanus o L. kasmira.

### Alimentazione
La dieta è a base di pesci e crostacei. Gli individui fino a 14 cm catturano quasi esclusivamente crostacei, quelli più grandi sono preferenzialmente piscivori. Caccia al crepuscolo.

### Riproduzione
La maturità sessuale avviene tra un anno e mezzo e due anni di età, più precocemente nei maschi. Ogni femmina può deporre tra 51.000 e 460.000 uova.

## Pesca
Questa specie è poco pescata a causa delle ridotte dimensioni. Viene catturata con lenze, nasse e reti da posta. Viene catturata soprattutto come pesca di sussistenza ma si trova anche spesso sui mercati. Il consumo di questa specie ha provocato casi di ciguatera. 

## Conservazione
L. fulviflamma è una specie da comune ad abbondante in gran parte dell'areale ed è oggetto di pesca quasi dappertutto ma in maniera non intensiva se non in parti limitate dell'areale come Abu Dhabi e la Tanzania a causa della modesta taglia raggiunta. In alcune aree localizzate, soprattutto lungo le coste africane, si hanno modesti segni di rarefazione a causa della sovrapesca. Per questi motivi la Lista Rossa IUCN classifica questa specie come "a rischio minimo".